# قرار مجلس الأمن التابع للأمم المتحدة رقم 1936
قرار مجلس الأمن التابع للأمم المتحدة رقم 1936، المتخذ بالإجماع في 5 أغسطس 2010، بعد أن ذكر بالقرارات السابقة بشأن الوضع في العراق، بما فيها القرارات 1500 (2003)، 1546 (2004)، 1557 (2004)، 1619 (2005)، 1700 ( 2006) و1770 (2007) و1830 (2008) و1883 (2009)، مدد المجلس ولاية بعثة الأمم المتحدة لمساعدة العراق لمدة 12 شهرًا أخرى، حتى 31 يوليو 2011.
قدم القرار اليابان وتركيا والمملكة المتحدة والولايات المتحدة.

## القرار

### أعمال
تم تمديد ولاية بعثة الأمم المتحدة لمساعدة العراق والممثل الخاص لمدة عام واحد وستتم مراجعتها في نهاية تلك الفترة أو أقرب إذا طلبت الحكومة العراقية ذلك. وتم التأكيد على أمن أفراد بعثة الأمم المتحدة من أجل تنفيذ العملية لولايتها، ودُعيت الحكومة العراقية والدول الأخرى إلى تقديم الدعم للأمم المتحدة في البلاد. وأعرب المجلس عن تقديره لجهود البلدان التي قدمت موارد مالية ولوجستية وأمنية لبعثة الأمم المتحدة.
أخيرًا، اختتم القرار 1936 بمطالبة الأمين العام بان كي مون بتقديم تقرير كل أربعة أشهر عن التقدم الذي تحرزه بعثة الأمم المتحدة لمساعدة العراق في الوفاء بمسؤولياتها.